# Arthur Batut
Arthur Batut (Castres, 9 gennaio 1846 – Labruguière, 19 gennaio 1918) è stato un fotografo francese.

## Biografia
Batut, nacque nel 1846 a Castres, appassionato alla storia, all'archeologia e alla fotografia. Il suo libro sulla foto aerea con l'aquilone fu pubblicato nel 1890, la fotografia ritraeva una fotografia di un eareo preso nel 1889 e di un aquilone. Si ritiene che nel 1887 o nel 1888 fu il primo a utilizzare questo metodo con successo. Le prime fotografie aeree furono fotografate da Nadar nel 1858. 

## Opere
- Arthur Batut, La photographie appliquée à la production du type d'une famille, d'une tribu ou d'une race, Paris, Gauthier-Villars et fils, 1887.
- Arthur Batut, La photographie aérienne par cerf-volant (PDF), Paris, Gauthier-Villars et fils, 1890.

## Bibliografie
- Musée Arthur Batut, Arthur Batut: Fotógrafo: 1846-1918, València, Universitat de València, 2001, ISBN 84-370-4943-1.